# Троодос
Троодос (грец. Τρόοδος [ˈtɾo.oðos]; тур. Trodos Dağları) — найбільший гірський хребет Кіпру, розташований приблизно в центрі острова. Найвища точка хребта — гора Олімбос (грец. Όλυμπος), також відома як Хіоністра (грец. Χιονίστρα) має висоту 1952 метри, на її схилах розташовані лижні курорти Sun Valley та North Face.
Хребет Троодос простягається через більшу частину західної сторони Кіпру. Тут міститься багато гірських курортів, візантійських монастирів та гірських церков. Ці землі були знані з античності завдяки своїм шахтам, з яких добували мідь для всього Середземномор'я. У візантійські часи Троодос став центром мистецтва, оскільки церкви та монастирі будували в горах подалі від загроз, притаманним узбережжю. В горах також розташована сигнальна станція Британських повітряних сил.
Є дві теорії походження назви Троодос: або τρία + ὁδός (tría + hodós), що пов'язано з трьома дорогами, які ведуть в гори, або τό + ὄρος + Ἄδος (to + oro + Ados), що означає «гори Адоніса».